# Posedarje
Posedarje est un village et une municipalité située dans le comitat de Zadar, en Croatie. Au recensement de 2001, la municipalité comptait 3 513 habitants, dont 99,12 % de Croates et le village seul comptait 1 286 habitants.

## Localités
La municipalité de Posedarje compte 7 localités :
- Grgurice
- Islam Latinski
- Podgradina
- Posedarje
- Slivnica
- Vinjerac
- Ždrilo